# Eleccions legislatives neerlandeses de 1913
Les eleccions legislatives neerlandeses de 1913 se celebraren el 5 de juny de 1913, per a renovar els 100 membres de la Tweede Kamer. Es formà un govern de coalició presidit pel liberal Pieter Cort van der Linden.

## Resultats
| ← Eleccions legislatives neerlandeses, 1913 → |                                                       |      |   |        |  |
| Partit                                        | Partit                                                | Vots | % | Escons |  |
|                                               | Lliga General dels Caucus Catòlics Romans (ABRKK)     |      |   | 25     |  |
|                                               | Unió Liberal (LU)                                     |      |   | 22     |  |
|                                               | Partit Socialdemòcrata dels Treballadors (SDAP)       |      |   | 15     |  |
|                                               | Partit Antirevolucionari (ARP)                        |      |   | 11     |  |
|                                               | Unió Cristiana Històrica (CHU)                        |      |   | 10     |  |
|                                               | Lliga dels Liberals Lliures (BVL)                     |      |   | 10     |  |
|                                               | Lliga Democràtica per la Llibertat de Pensament (VDB) |      |   | 5      |  |
| Total                                         | Total                                                 |      | - | 100    |  |
|                                               |                                                       |      |   |        |  |